# 白足袋の女
『白足袋の女』（しらたびのおんな）は、1978年7月25日から同年10月10日まで日本テレビ系の「火曜劇場」（毎週火曜22:00 - 22:54）の枠で放映されたテレビドラマ。全12回。

## 概要
森田雄蔵の私小説「料亭の息子」を菊島隆三が脚色。舞台は東京・下町の花柳界。主人公の篠原まつの夫・正一郎は少しぐうたらでうだつの上がらない小説家、中学3年生の息子・健一郎は夫と違う女性の間に出来た自分とは血のつながらない子。家族を心の支えに料亭「小万津」を細腕一つで経営している。しかし度重なる夫の裏切りに息子の難病、息子の生母の出現にまつのかつての恋人との再会。更に料亭経営の困難に直面し、悩みながらも自我に目覚めるまつの姿を花街の人々の悲喜こもごもの模様と愛を盛り込みながら描いた。

## キャスト
- 篠原まつ：池内淳子
- 篠原正一郎：北村和夫
- 篠原健一郎：永山清二
- 大川：山形勲
  - 「小万津」の馴染み客。渡辺とも親しい。
- 好美（篠原家の家政婦）：秋野暢子
- 美津子（芸者）：池波志乃
- 佐々木五郎（医師）：田崎潤
- 佐々木道雄（医師）：荻島真一
- 八重（料亭「八重喜久」のおかみ）：三益愛子
- 梶本兵三：犬塚弘
- 渡辺（まつのかつての恋人）：江原真二郎
- 妙子：日高千香子
  - 新宿のホステスで、健一郎の生母。

## スタッフ
- 脚本：菊島隆三
- 演出：嶋村正敏
- 原作：森田雄蔵「料亭の息子」
- 制作：日本テレビ